# 芳養站
芳養站（日语：／ Haya eki */?）是位於和歌山縣田邊市芳養松原，屬於西日本旅客鐵道（JR西日本）的紀勢本線（紀國線）車站。

## 歷史
- 1932年（昭和7年）11月8日 - 國鐵紀勢西線南部站至紀伊田邊站開通，此站啟用[1]。
- 1959年（昭和34年）7月15日 - 三木里站至新鹿站之間開通，同時路線改名為紀勢本線[1]。
- 1985年（昭和60年）3月14日 - 成為無人車站。
- 1987年（昭和62年）4月1日 - 伴隨國鐵分割民營化，車站由西日本旅客鐵道（JR西日本）營運[1]。
- 2020年（令和2年）3月14日 - 車站可以使用「ICOCA」等交通系IC卡[2]。

## 車站構造
此站為設有2面2線相對式月台地面車站，且配備維護路軌用的路軌轉轍器及絶對信號機，因此被定義為停留所。此站的木造站房位於御坊、和歌山方向的月台側，並透過跨線橋連接對面往紀伊田邊的月台。此站是由紀伊田邊站管理的無人車站，站內沒有設置自動售票機。截至2019年9月，ICOCA等交通系IC卡不可在此站使用，但是在2020年3月14日，可在車站可以使用「ICOCA」等交通系IC卡。

### 月台
| 月台 | 路線   | 方向               |
| ---- | ------ | ------------------ |
| 1    | 紀國線 | 和歌山、天王寺方向 |
| 2    | 紀國線 | 紀伊田邊、新宮方向 |

- 以上的路線名是使用旅客資訊上的名稱（愛稱）。

## 使用狀況
以下列出近年1日平均乘車人次。
| 年度   | 一日平均 乘車人次 |
| ------ | ----------------- |
| 1998年 | 97                |
| 1999年 | 85                |
| 2000年 | 79                |
| 2001年 | 81                |
| 2002年 | 91                |
| 2003年 | 108               |
| 2004年 | 103               |
| 2005年 | 93                |
| 2006年 | 82                |
| 2007年 | 84                |
| 2008年 | 78                |
| 2009年 | 64                |
| 2010年 | 67                |
| 2011年 | 73                |
| 2012年 | 82                |
| 2013年 | 97                |
| 2014年 | 81                |
| 2015年 | 72                |
| 2016年 | 77                |
| 2017年 | 81                |

## 車站周邊
- 國道42號
- 田邊市政廳芳養連絡所
- 田邊市立芳養小學
- 芳養幼兒園
- 田邊芳養郵局
- JA紀南（日语：JA紀南）芳養分所
- 芳養王子社（大神社）
- 芳養川

## 路線巴士
龍神自動車
- 上芳養線

東鄉、古屋谷、上小恒方向 （設有1日5班，當中2班只前往東鄉。只有1班在下午經古屋谷）
田邊站、紀南醫院、本社曙方向　（設有1日5班，當中2班只前往紀南醫院）
- 西線

南部站、清川、西方向　（設有1日4班）
田邊站、紀南醫院方向　（設有1日4班）
明光巴士、西武觀光巴士
夜行高速巴士 經YCAT（橫濱站）、Busta新宿（新宿站）、池袋站東出口、大宮站西出口 往西武巴士大宮營業所

## 相鄰車站
西日本旅客鐵道
 紀國線（紀勢本線）
■快速、■普通
紀伊田邊－芳養－南部

## 注腳
1. 1 2 3 4  曾根悟（監修）. 朝日新聞出版分冊百科編集部（編集） , 编. . 朝日百科週刊. 25號 紀勢本線、參宮線、名松線. 朝日新聞出版. 2010-01-10: 18–21.
2. 1 2  ２０２０年春ダイヤ改正について （页面存档备份，存于） JR西日本和歌山分社 2019年12月13日發布，2020年3月7日參閱
3. ↑  . JRおでかけネット. 西日本旅客鉄道.   [2019年9月15日]. （原始内容存档于2019年9月15日）.
4. ↑  『和歌山縣統計年鑑』及『和歌山縣公共交通機關等資料集』

## 外部連結
- 芳養｜車站資訊：JR出門網 - 西日本旅客鐵道